# General Escobedo
General Escobedo – miasto w Meksyku, w stanie Nuevo León. Liczy 391 200 mieszkańców (1 lipca 2014 roku).
W mieście rozwinął się przemysł środków transportu, meblarski oraz spożywczy.